# 1113 en santé et médecine
| Années de la santé et de la médecine : 1110 - 1111 - 1112 - 1113 - 1114 - 1115 - 1116    |
| Décennies de la santé et de la médecine : 1080 - 1090 - 1100 - 1110 - 1120 - 1130 - 1140 |

## Fondations
- 15 février : Le pape Pascal II fulmine la bulle Pie postulatio voluntatis, qui peut être considérée comme l'acte fondateur de l'ordre des Hospitaliers de Saint-Jean de Jérusalem[1].
- En Chine, l'empereur Liao Tianzuo crée des écoles publiques régionales de médecine, qui peuvent recevoir plus de sept cents étudiants au total[2].
- Vers 1113 :
  - Les Hospitaliers possèdent peut-être un hospice à Messine, en Sicile[3].
  - Existence probable d'une maladrerie dépendante de l'église Saint-Vivien à Luzeret, dans la Brenne[4].

## Divers
- Au Japon, à partir de l'épidémie de variole de 1113, celles de variole et de rougeole se distingueront plus facilement dans les sources parce qu'elles se produiront rarement la même année et parce qu'on désignera la première des deux maladies par des caractères spécifiques, qui resteront d'ailleurs en usage jusqu'à la fin du XVe siècle[5].
- Au témoignage de Guibert de Nogent, « la troupe des lépreux de la contrée », qui ne sont pas encore rassemblés dans des hôpitaux, se révolte, à Amiens, contre Thomas de Marle[6].

## Publications
- Hang Chieh (1068-1140), publie les dessins de Sung Ching se rapportant aux dissections de cadavres de brigands suppliciés à Suzhou en 1106[7],[8].
- 1113-1114 : en collaboration avec Rusticus Pisanus, Giovanni Afflacio (scn), élève de Constantin l'Africain, achève le livre de son maître sur la chirurgie[9],[10].

## Personnalités
- c.1044-1045 – c.1113-1114 : fl. Ibn Atharudi, médecin irakien, auteur d'un Sharh mushkil Da'wat al-atibba, commentaire du « Banquet des médecins » d'Ibn Butlan[11].
- c.1113 : fl. Andefridus, médecin à Arras[12].

## Décès
- Qian Yi (né vers 1032), pédiatre chinois, auteur du Xiao Er Yao Zhang Zhi jue (1119[13]).